# Cayo Aburnio Valente
Cayo o Gayo Aburnio Valente  fue un senador romano que desarrolló su carrera política a finales del siglo I y comienzos del siglo II bajo los imperios de Domiciano, Nerva y Trajano.

## Carrera política
Su único cargo conocido fue el de consul suffectus entre septiembre y diciembre de 109, bajo Trajano.

## Descendencia
Su hijo fue Lucio Fulvio Aburnio Valente, sucesor de Javoleno Prisco al frente de la escuela de derecho sabiniana.